# Nikos Machlas
Nikos Machlas (Heraclión, Creta, Grecia, 16 de junio de 1973) es un exfutbolista griego, que se desempeñaba como delantero. Es el único futbolista heleno en ganar la Bota de Oro europea. También ejerció como presidente del OFI Creta durante gran parte de la temporada 2014/15.

## Biografía
Machlas se empezó a hacerse un nombre en el fútbol de Grecia, en 1990, jugando en el OFI Creta. Estuvo presente en 154 partidos, marcando sólo 48 goles en 6 temporadas. Su debut se produce ante el Panionios NFC.
En 1996 cambia de aires, y decide jugar en la primera división holandesa. El Vitesse Arnhem se hace con sus servicios. Su paso fue uno de los más exitosos a nivel individual, ganando en 1998 la Bota de Oro, premio que distingue al goleador de las ligas europeas (anotó 34 goles donde registró 62 puntos). A nivel colectivo, fue uno de los emblemas del equipo, donde fue pieza en la llegada del club a un histórico tercer lugar en la temporada 1997-1998.
En 1999 se integra al Ajax Ámsterdam, tras cancelar 7,5 millones de euros. Su primera temporada no fue del todo buena, ya que finalizó en la quinta posición. Después fue mejorando y en 2001 logra el tercer lugar, pero ya muy lejos del PSV Eindhoven, que se coronó campeón. En 2002, con Ronald Koeman en el banquillo, acabó haciendo el doblete (la liga y la copa neerlandesa), pero fue relegado al banco ya en parte por la aparición de jóvenes estrellas como Zlatan Ibrahimović y Ahmed Mido. Aun así, hizo 12 goles en esa campaña.
Tras este paso, en 2002 es cedido al Sevilla FC, pero su actuación no fue del todo aceptable,ya que sólo anotó dos goles en 14 encuentros con la camiseta sevillista, ambos contra el Villarreal. Regresó al Ajax, pero decidieron traspasarlo al Iraklis FC, club que con Machlas acabaron en la octava posición.
Sus últimos equipos fueron el OFI Creta y el APOEL FC de Chipre. En este último se retiró de la actividad tras la final de la Copa chipriota, y que acabó ganando.

### Selección nacional
Fue internacional con Grecia en 61 partidos, convirtiendo sólo 18 tantos. Fue integrante de la selección griega que participó en el Mundial de Estados Unidos de 1994.

## Clubes
| Club                | País         | Año       |
| ------------------- | ------------ | --------- |
| OFI Creta           | Grecia       | 1990-1996 |
| Vitesse Arnhem      | Países Bajos | 1996-1999 |
| AFC Ajax            | Países Bajos | 1999-2003 |
| Sevilla FC (cedido) | España       | 2002-2003 |
| Iraklis FC          | Grecia       | 2003-2004 |
| OFI Creta           | Grecia       | 2004-2006 |
| APOEL FC            | Chipre       | 2006-2008 |

## Curiosidades
- En Sevilla, protagonizó un incidente con un policía. Terminó agrediendo al oficial y quedó en arresto.
- Cuando fue jugador del Ajax, Ronald Koeman lo puso a entrenar con los juveniles y no era titular habitual en el primer equipo. Incluso jugó algunos encuentros con el filial ajaccied.
- Fue presidente del OFI Creta durante 5 meses.